# Gmina Dąbrowa Chełmińska
Dąbrowa Chełmińska (deutsch Dombrowken, jünger Damerau) ist eine Landgemeinde im Powiat Bydgoski der Woiwodschaft Kujawien-Pommern in Polen. Ihr Sitz ist das gleichnamige Dorf mit etwa 2000 Einwohnern.

## Geographie
Die Gemeinde liegt im Nordteil des Fordoner Weichselbogens im Kulmerland. Sie grenzt jenseits der Weichsel an die Stadt Bydgoszcz (Bromberg).

## Gliederung
Die Landgemeinde (gmina wiejska) Dąbrowa Chełmińska besteht aus 15 Dörfern mit Schulzenämtern (sołectwa) und neun kleineren Ortschaften. Dörfer mit Schulzenamt sind:
| polnischer Name    | deutscher Name (1815–1920)                   | deutscher Name (1939–1945)                  |
| ------------------ | -------------------------------------------- | ------------------------------------------- |
| Bolumin            | Groß Bolumin                                 | 1939–1942 Groß Bolumin 1942–1945 Großbolmen |
| Borki              | Borken                                       | Borken                                      |
| Czarże             | Czarze 1876–1920 Scharnese                   | 1939–1942 Scharnese 1942–1945 Scharse       |
| Czemlewo           | Czemlewo 1876–1920 Schemlau                  | Schemlau                                    |
| Dąbrowa Chełmińska | Dombrowken 1866–1920 Damerau                 | 1939–1942 Damerau 1942–1945 Kulmischdamerau |
| Gzin               | Gzin 1866–1920 Kisin                         | 1939–1942 Kisin 1942–1945 Kiesen            |
| Janowo             | Janowo                                       | 1939–1942 Janowo 1942–1945 Kulmischjanau    |
| Mozgowina          | Mosgowin                                     | 1939–1942 Mosgowin 1942–1945 Moschenhang    |
| Nowy Dwór          | Neuhof                                       | Neuhof                                      |
| Ostromecko         | Ostrometzko                                  | 1939–1942 Ostrometzko 1942–1945 Ostermetz   |
| Otowice            | Ottowitz                                     | Ottowitz                                    |
| Rafa               | Raffa                                        | 1939–1942 Raffa 1942–1945 Raffen            |
| Reptowo            | Reptowo                                      | 1939–1942 Reptowo 1942–1945 Reptau          |
| Strzyżawa          | Strzyzawa 1876–1920 Striesau                 | Striesau                                    |
| Wałdowo Królewskie | Königlich Waldowo 1865–1920 Königlich Waldau | Königlichwaldau                             |

Den Dörfern mit Schulzenämtern sind folgende kleinere Ortschaften zugeordnet:
Bolmin, Boluminek (Klein Bolumin, 1942–1945 Kleinbolmen), Dębowiec (Dembowitz, 1942–1945 Dembau), Gzin Dolny, Mała Kępa (Klein Kämpe, Kleinkämpe), Oktowo, Pień (Pien), Słończ (Schlonz), Wielka Kępa (Groß Kämpe, Großkämpe).